# Notte

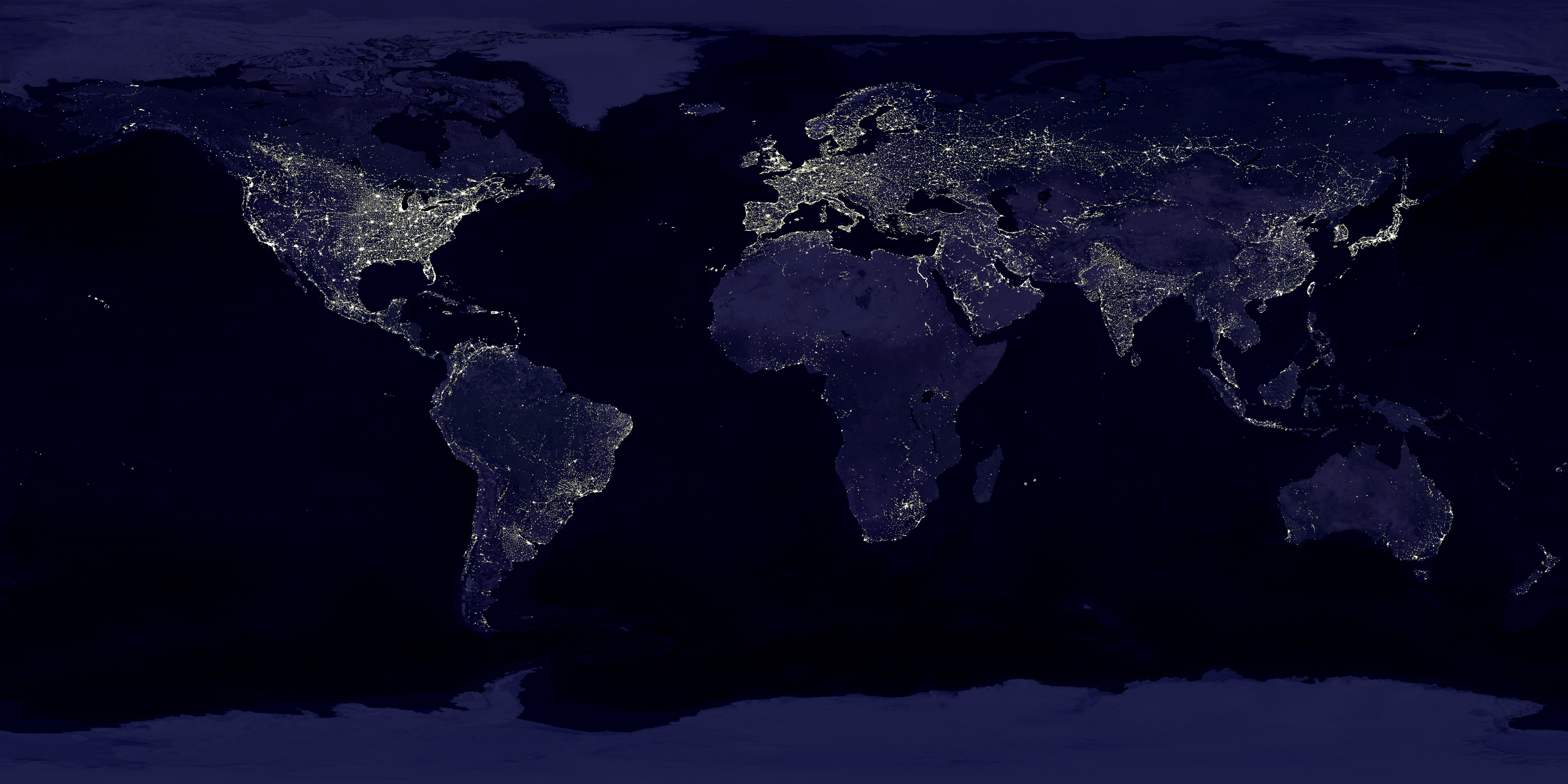
Illuminazione delle città del mondo visibile dallo spazio

Nel senso astronomico del termine, la notte è la parte del giorno che si alterna al dì. Si tratta dell'intervallo di tempo compreso tra il tramonto e l'alba, in cui il Sole rimane al di sotto dell'orizzonte.
La durata della notte varia in base al susseguirsi delle stagioni e alla latitudine. Nei giorni di equinozio la notte e il dì hanno in linea teorica la medesima durata; in realtà, la diffrazione dovuta all'atmosfera terrestre fa sì che il giorno risulti più lungo della notte.

## Sulla Terra

### Ai poli
Al mondo esistono due punti geografici dove per sei mesi è notte. Ai due poli infatti esistono solo due stagioni, estate e inverno, che corrispondono ai sei mesi in cui c'è luce e ai sei mesi di notte. Quando, per esempio, al polo nord è estate, al polo sud è inverno, e a causa dell'inclinazione dell'asse terrestre la luce del sole non arriva. Per questo motivo si parla del sole di mezzanotte quando è estate in uno dei due poli, poiché i raggi del sole arrivano per tutta la durata del giorno. Il fenomeno dura invece per un minor lasso di tempo man mano che ci si sposta verso i due circoli polari.

### All'equatore
All'equatore la notte e il dì hanno la stessa durata durante tutto l'anno.

## Su altri corpi celesti
Il fenomeno della notte è dovuto alla rotazione assiale dei corpi celesti, che crea l'illusione del sorgere e tramontare del sole. Poiché ogni corpo celeste ha una propria velocità di rotazione, la durata della notte varia da pianeta a pianeta. Dato che anche l'atmosfera di ogni corpo celeste è differente, esistono pianeti e satelliti praticamente privi di atmosfera dove è netta e visibile la linea di demarcazione tra notte e dì.

## Effetti sulla vita
La notte influisce sugli esseri viventi. Le piante per esempio di notte non sono in grado di compiere la fotosintesi clorofilliana, mentre la maggior parte degli animali utilizza la notte per riposare. Gli animali notturni, come ad esempio i pipistrelli, hanno invece il loro periodo di veglia durante la notte, e sono attivi dopo il tramonto e prima dell'alba.

### Effetti sull'uomo
Fino all'invenzione e allo sviluppo della corrente elettrica e dell'illuminazione artificiale la notte era per l'uomo considerata periodo di riposo. Successivamente invece l'attività notturna è cresciuta, e ciò ha avuto anche un impatto significativo sull'economia; vi sono molte attività legate alla notte, come nightclub, pub, discoteche.

## Mitologia

Sonno e morte: i figli della notte, di Evelyn De Morgan (1883)

La notte è stata spesso rappresentata come divinità o entità legata all'oscurità da parte di diverse mitologie antiche, come quella norrena, egizia e greca, la cui divinità corrisponde anche a quella romana.
Nella mitologia norrena, Nótt è la sua personificazione, come descritto nel Gylfaginning, il primo capitolo dell'Edda in prosa di Snorri Sturluson, al canto 10.
La mitologia egizia non ha una vera e propria divinità notturna, ma in essa Nut è la dea che personifica il cielo stellato, e per estensione anche il periodo notturno.
Nyx, nella tradizione classica, è la personificazione della notte sulla terra, contrapposta a suo fratello Erebo, la notte nelle lande infernali; questa dea è stata ripresa dalla mitologia romana con il nome di Nox.

## Letteratura e arte
Molte sono le ambientazioni notturne letterarie. Ad esempio si ricordano: Dante Alighieri (Inferno, canto II, 1-6); Torquato Tasso ( Gerusalemme liberata, canto II, 96); Goethe (Canto notturno del viandante); Ugo Foscolo (il sonetto Alla sera); Novalis (Inni alla notte); Giacomo Leopardi (Canto notturno di un pastore errante dell'Asia), alcuni passi dello Zibaldone (1929-30, 16 ottobre 1821) e La sera del dì di festa; Gabriele D'Annunzio (O falce di luna calante); Salvatore Quasimodo (Ed è subito sera); Dino Campana (Il canto della tenebra nei Canti orfici); Shakespeare (Sogno di una notte di mezza estate); Manzoni (I Promessi sposi).
Nell'arte sono numerosissimi i pittori che hanno rappresentato questo tema nel corso dei secoli: Giorgione, Caravaggio, Tiziano Vecellio, Sebastiano del Piombo, Luca Giordano, El Greco, Rembrandt, Corot, Friedrich, Turner, Klee, Gauguin, Monet, Cézanne, Mondrian, van Gogh, Church, Homer solo per citarne alcuni. Famosissima è poi la Ronda di notte di Rembrandt.

## Modi di dire
L'espressione passare la notte in bianco, utilizzata per indicare una notte trascorsa senza dormire, deriva da una tradizione del Medioevo. I cavalieri trascorrevano la notte precedente l'investitura in una cappella, in preghiera e in meditazione, indossando una veste bianca, simbolo di purezza.

## Curiosità
I Signori della notte erano una magistratura della Repubblica di Venezia che si occupava dei reati notturni.